# Ussurijsk
Ussurijsk (anche traslitterato come Ussuriysk) è una città della Russia, situata nel Territorio del Litorale, a breve distanza da Vladivostok, alla quale è unita tramite ferrovia e strada.

## Storia
La città venne fondata nel 1866, e in questo relativamente breve volgere ha cambiato nome numerose volte:
- il nome originario era Nikol'skoe;
- nel 1898 prese il nome di Nikol'sk;
- nel 1905 fu chiamata di Ussurijsk, derivante dal fiume Ussuri che scorre poco lontano;
- nel 1926 assunse la denominazione di Nikol'sk-Ussurijskij;
- da 1935 al 1957 fu chiamata Vorošilov, dal politico e militare Kliment Vorošilov;
- nel 1957 tornò alla denominazione di Ussurijsk.

## Economia
La città si è sviluppata soprattutto come centro commerciale; negli anni ha comunque sviluppato un certo impianto industriale.

## Popolazione
| 1866    | 1897    | 1926    | 1939    | 1956    | 1959    | 1970    |
| ------- | ------- | ------- | ------- | ------- | ------- | ------- |
| 3 800   | 4 600   | 35 300  | 71 900  | 101 000 | 104 000 | 128 000 |
| 1973    | 1979    | 1982    | 1989    | 1992    | 2002    | 2018    |
| 138 000 | 146 800 | 150 000 | 158 000 | 161 200 | 157 759 | 172 017 |